# MDR-Sinfonieorchester
Das MDR-Sinfonieorchester (ehemals Leipziger Sinfonie-Orchester (LSO) und Rundfunk-Sinfonieorchester Leipzig (RSO)) ist eines der weltweit ältesten Rundfunkorchester und gleichzeitig das älteste der zwölf Orchester der ARD. Ohne eine Beteiligung des Rundfunks wurde es am 6. Januar 1923 in Leipzig gegründet.
Abgesehen von der Sendepause im Zweiten Weltkrieg, ist es seit 1924 größter Klangkörper und ständiger Repräsentant des Mitteldeutschen Rundfunks bzw. des Senders Leipzig des Rundfunks der DDR. Derzeit sind 120 Berufsmusiker beschäftigt; damit handelt es sich um ein A-Orchester. Jährlich gibt das Orchester mehr als 100 Konzerte im In- und Ausland. Eine enge Kooperation besteht mit dem MDR-Rundfunkchor. Es veranstaltet Konzertreihen im Leipziger Gewandhaus und anderen Spielstätten in Sachsen, Sachsen-Anhalt und Thüringen. Der seit 1992 bestehende MDR-Musiksommer wurde zu einer festen Größe. Für seine Tonträger wurde das Sinfonieorchester mehrmals mit anerkannten Musikpreisen wie dem Grand Prix du Disque, ECHO Klassik und dem Preis der deutschen Schallplattenkritik ausgezeichnet.
Es hat sich als bedeutendes Aufführungsorgan für Neue Musik hervorgetan, so wurden unter anderem 1972 Udo Zimmermanns L’homme und 1995 Krzysztof Pendereckis 2. Violinkonzert „Metamorphosen“ uraufgeführt. Darüber hinaus war es von 1970 bis 1993 musikalische Heimat des Kammermusikensembles Gruppe Neue Musik Hanns Eisler. Das Orchester widmet sich weiterhin auch der modernen Filmmusik, so spielte es beispielsweise die Tykwer-Soundtracks zu den preisgekrönten Literaturverfilmungen Cloud Atlas (2011/12), Ein Hologramm für den König (2016) und Babylon Berlin (2016/17) ein.
Das Sinfonieorchester zählt zu den wenigen Klangkörpern, die vor dem Papst im Vatikan spielen durften. Im Jahr 2011 nahm es gemeinsam mit den weltweit führenden Mahler-Interpreten am Internationalen Mahler-Festival in Leipzig teil.
Zu den Chefdirigenten gehörten unter anderem Carl Schuricht (1931–1933), Hermann Abendroth (1949–1956), Herbert Kegel (1960–1978, Ehrendirigent) und Fabio Luisi (1996–2007). Von 2012 bis zum Ende der Spielzeit 2017/18 war Kristjan Järvi Chefdirigent. Chefdirigent seit der Saison 2020/21 ist Dennis Russell Davies.

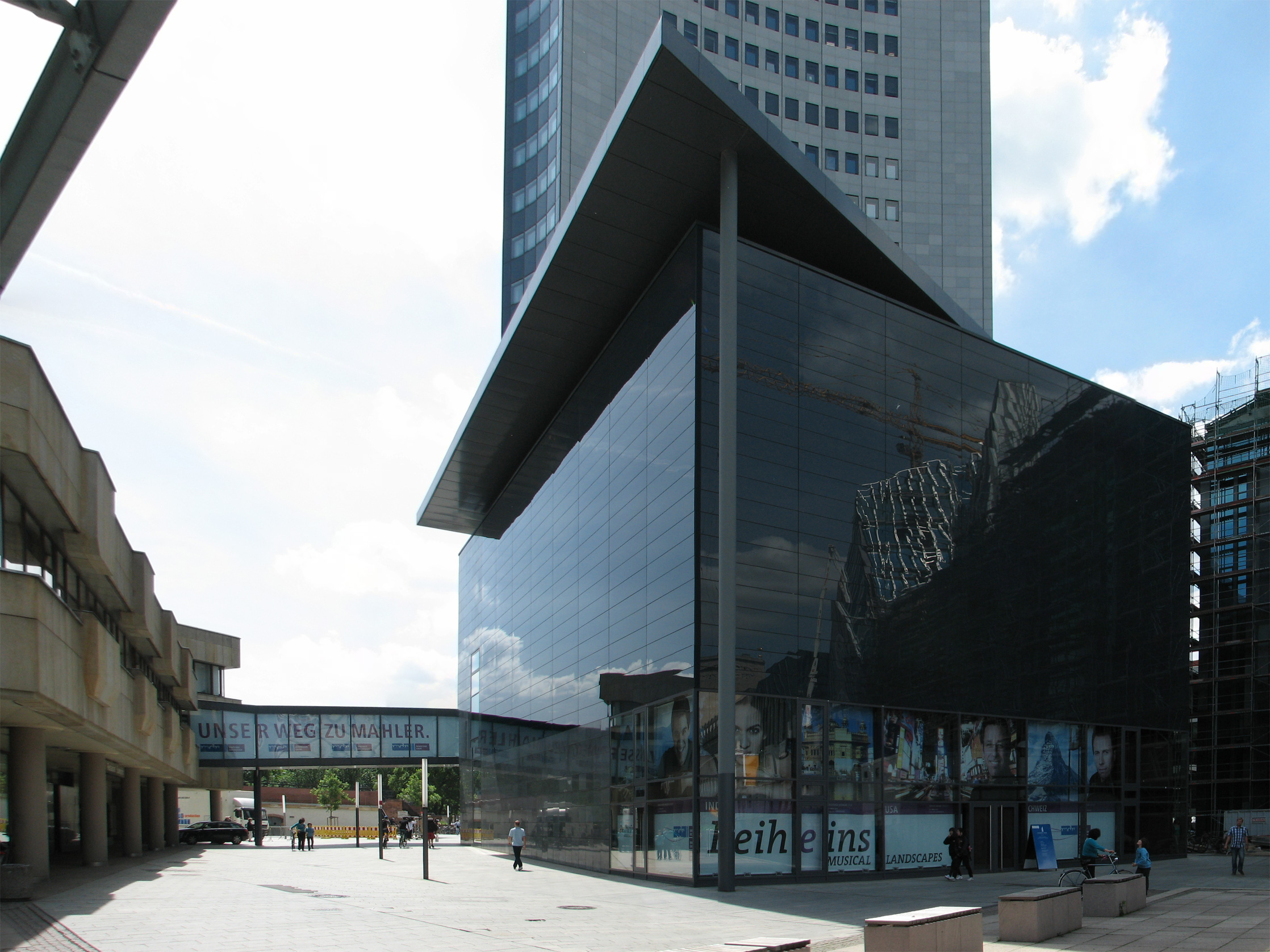
MDR-Kubus am Augustusplatz

## Geschichte

### Vorgeschichte und Gründung
Ende des 19. Jahrhunderts beherbergte die Musikstadt Leipzig kleinere Ensembles wie das Winderstein-Orchester unter Hans Winderstein und das Willy-Wolf-Orchester unter Willy Wolf. Die genannten und das bereits berühmte Gewandhausorchester konnten allerdings nicht den gesamten Kulturbedarf der Stadt abdecken. Vorschläge, eine Städtische Philharmonie zu gründen, wurden jedoch aus wirtschaftlichen Gründen nicht weiterverfolgt. Einzelne Orchestergründungen, u. a. das Philharmonische Orchester unter Hans L’Hermet und das Grotrian-Steinweg-Orchester unter Hermann Scherchen, verzeichneten mäßige Erfolge und scheiterten schlussendlich in der Zeit der Weimarer Republik. Auch diverse Gastorchester mochten die Gunst der Leipziger Bürger nicht gewinnen. Dennoch sträubten sich weiterhin bis zum Ende des Ersten Weltkriegs die etablierten Thomaskantoren (Künstlerische Leiter des Thomanerchores) und Gewandhauskapellmeister mit Protestbriefen gegen die sich anbahnende Konkurrenz.
Schließlich kam es am 6. Januar 1923 zur Gründung der Leipziger Orchester-Gesellschaft m.b.H. Durch die Unterstützung namhafter Firmen wie Julius Blüthner Pianofortefabrik, Feurich Klavier- und Flügelfabrikation, Irmler Piano, Breitkopf & Härtel und Konzertdirektion Schubert, riefen vierundvierzig Musiker das Leipziger Sinfonie-Orchester (LSO) ins Leben. Das existierende Orchester des Konzertvereins (gegründet 1915), in die die eigentlichen Ursprünge des heutigen Orchesters reichen, wurde in die neuen Strukturen integriert. Ausschlaggebend für die Gründung des Sinfonieorchesters war Pragmatik der Verantwortlichen und Zuneigung der Bürger zur eigenen Stadt. Der Organisations- und Kostenaufwand für das Engagement von Honorarorchestern wie dem Dresdner Philharmonischen Orchester wurde zu groß.
Der Gastdirigent Emil Bohnke verzeichnete in den 1920er Jahren erste Aufführungen in der Leipziger Oper, die bisher vom Gewandhausorchester dominiert wurde. Die Nachwirkungen der Deutschen Inflation 1914 bis 1923 stellten jedoch die GmbH vor erhebliche finanzielle Herausforderungen. Der erste Chefdirigent Alfred Szendrei, charakterisiert als eigenwillig und fast autokratisch, verfasste einen Sechs-Punkte-Plan, um das Orchester vor dem schnellen Ende zu retten.

### Rundfunkorchester

MIRAG

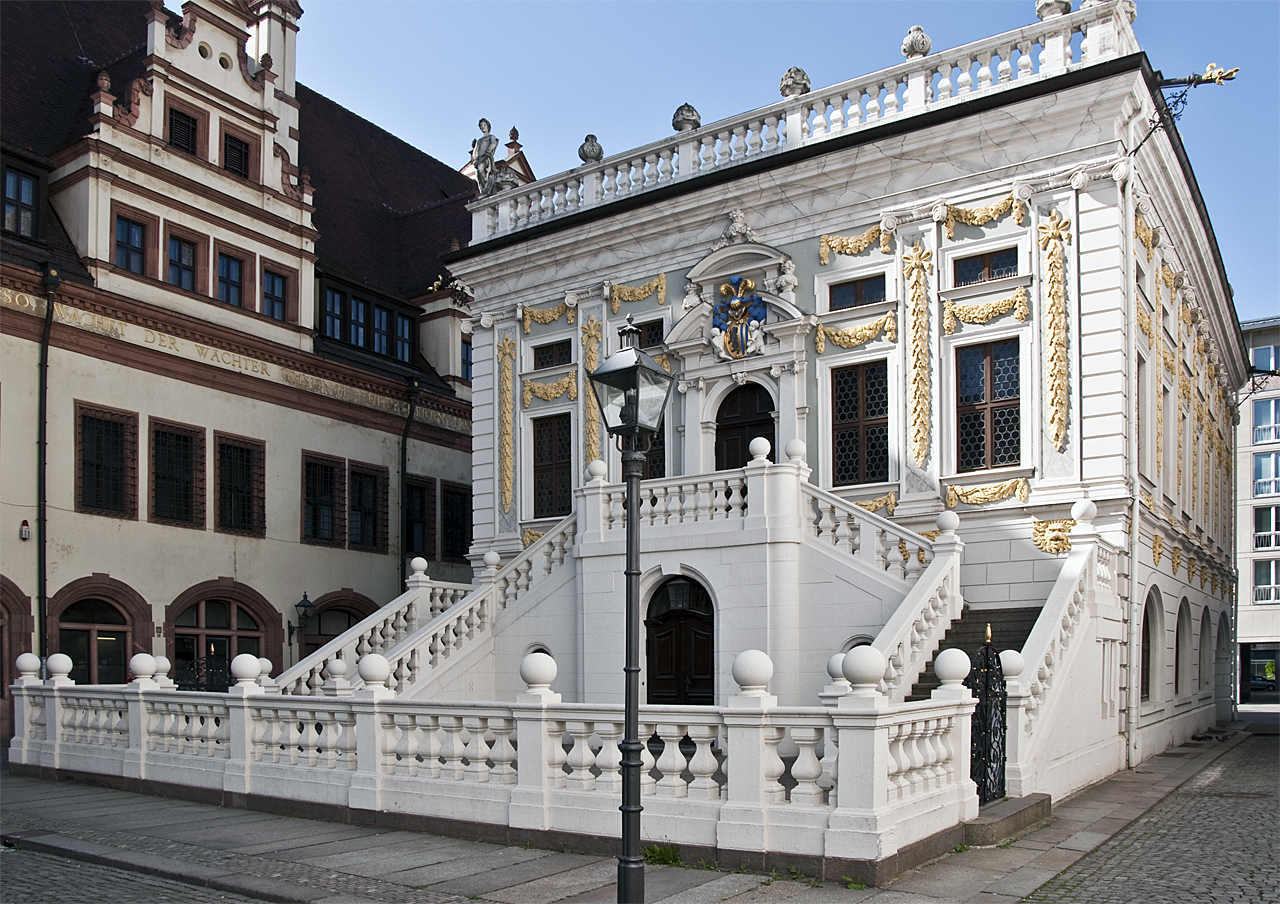
Alte Handelsbörse

Mit der Gründung der ersten Rundfunkanstalten in Europa verbesserte sich die Lage zunehmend. Leipzig wurde im Januar 1924 Standort der Mitteldeutschen Rundfunk AG (MIRAG). Das Leipziger Sinfonie-Orchester erhielt die Alte Handelsbörse als feste Dienststelle. Am 17. Oktober trat schließlich die MIRAG der Orchestergesellschaft bei, um die Orchestermusiker erstmals regelmäßig zu vergüten.
Das erste musikalische Rundfunkprogramm, unter anderem mit dem Geiger Walther Davisson, wurde am 23. November übertragen. Sinfonische Unterhaltungsmusik fand ab 1924 Eingang in den Leipziger Rundfunk. 1925 konnte Mozarts Zauberflöte als erste Oper ausgestrahlt werden. Ein Jahr später wurde Leipziger Musik in das Programm des Deutschlandsenders übernommen. Das große Interesse am LSO führte zum ganzjährigen Engagement der Musiker. Regelmäßig traten sie in der Alberthalle des Krystallpalastes und im Central-Theater auf. Die Dirigenten Hermann Scherchen, Heinrich Laber, Max Ludwig und Günther Ramin standen Szendrei zur Seite.
Von 1928 bis 1929 war das LSO das primäre deutsche Orchester, welches als Innovation Konzerte ohne Dirigenten abhielt. Der amtierende Chefdirigent Szendrei förderte zeitgenössische Werke. Mehrere Uraufführungen (darunter Auftragskompositionen) wurden verzeichnet. Bekannte Musikgrößen konzertierten mit dem Orchester, so traten Yehudi Menuhin als Geiger 1930 und Paul Hindemith als Bratschist 1931 auf. Der Komponist Arnold Schönberg erschien 1929 persönlich zu seinem Werk Gurre-Lieder in der Alberthalle. Im selben Jahr war Richard Strauss Gastdirigent beim LSO. Ab 1931 trat das Orchester im Neuen Gewandhaus auf. Der Musiker Fred Malige würdigte Szendrei später in seiner Orchesterbiografie. Er attestierte ihm Gewandtheit und Weitblick.
Auch die MIRAG und deren Sinfonieorchester blieben von Säuberungsaktionen vor und in der Zeit des Nationalsozialismus nicht verschont. Szendrei wurde von nationalsozialistisch gesinnten Kollegen denunziert und in der Parteipresse verhöhnt. Er wurde im November 1931 vom Vorstand beurlaubt.

### Interimsdirigat

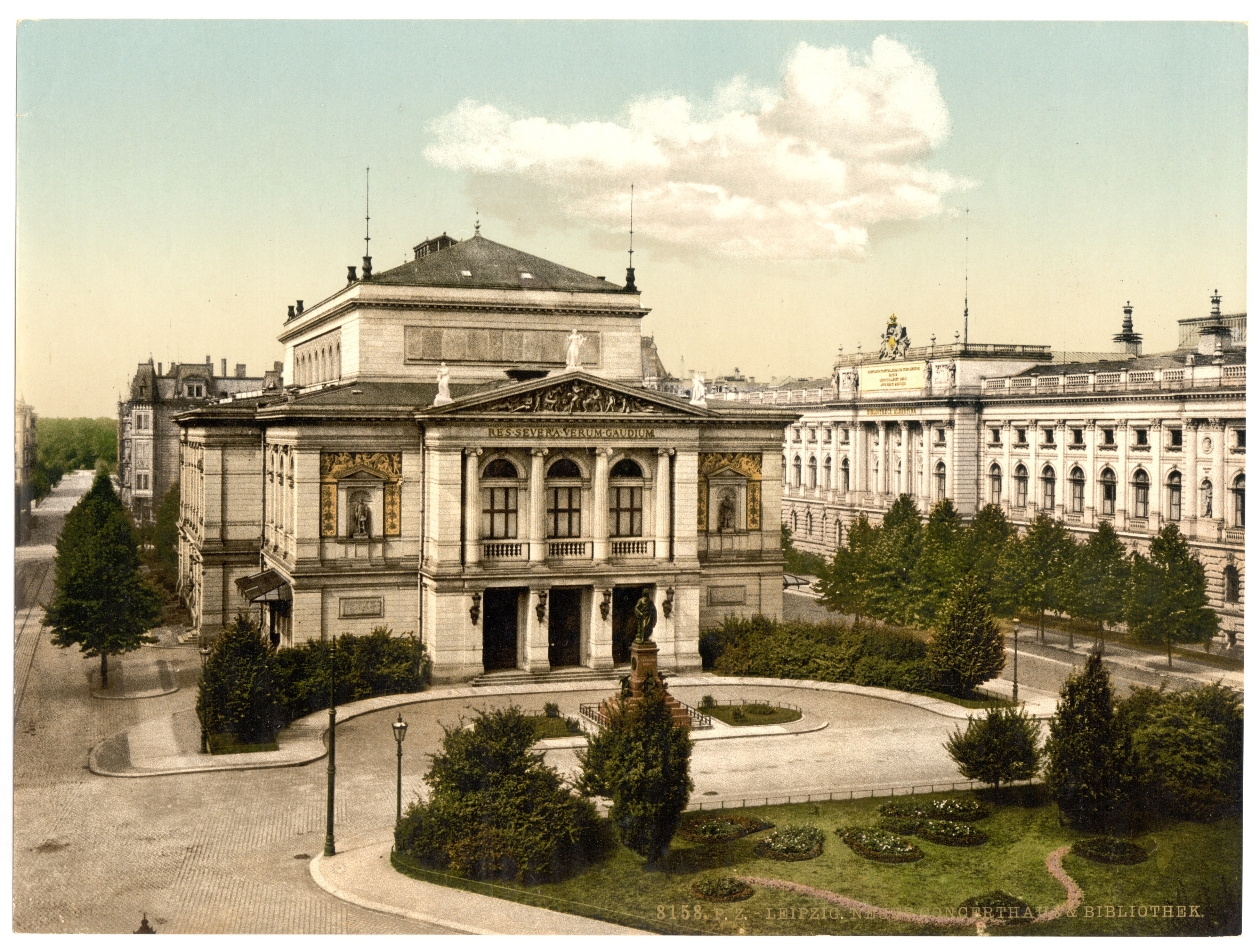
Neues Gewandhaus

Zwischen dem späteren Thomaskantor Günther Ramin und dem Generalmusikdirektor der Stadt Wiesbaden Carl Schuricht entwickelte sich ein Kampf um die Nachfolge. Schuricht konnte sich am Ende durchsetzen. Programmatisch genoss Neue Musik weiterhin die Förderung des Senders. Beispielsweise wurde Franz Schrekers Kantate Vom ewigen Leben uraufgeführt. Noch vor Machtübernahme der Nationalsozialisten wurde Kurt Weills Oper Der Silbersee vom LSO erstmals aufgeführt. Nach einem Konzert 1931 lobte der Musikkritiker Heinrich Werlé den Dirigenten Schuricht und sein Orchester in der Neuen Leipziger Zeitung als „Kulturfaktor ersten Ranges“.

### Musik im Nationalsozialismus
Hans Weisbach, ein Nationalkonservativer und nach den Musikwissenschaftlern Jörg Clemen und Steffen Lieberwirth ein „Dirigent der zweiten Reihe“, ersetzte schließlich 1934 den Interimsdirigenten. Konservatives musikideologisches Umdenken begann jedoch bereits 1929, als die Zahl der Rundfunkhörer stetig zunahm. Der neue Programmchef Ludwig Neubeck forderte mehr „Volksnähe“ des Orchesters, was sich später in einer Vorliebe des Klangkörpers für den Leipziger Richard Wagner ausdrückte.
Zur Grundsteinlegung des Richard-Wagner-Nationaldenkmals des Deutschen Volkes im Jahr 1934 spielte das Leipziger Rundfunkorchester vor Kanzler Adolf Hitler. Das Sinfonieorchester wendete sich immer mehr deutschen Komponisten zu. 1935 wurde Wagners Ring des Nibelungen über mehrere Rundfunkanstalten in Europa ausgestrahlt. Weisbach, selbst ein gefragter Interpret der Musik von Johann Sebastian Bach, veranstaltete 1935 Sonderkonzerte anlässlich der Reichs-Bach-Feier in Leipzig. Der vom Reichsministerium für Volksaufklärung und Propaganda gesteuerte Rundfunk ließ sich kulturpolitisch instrumentalisieren. Spielorte wurden auf die Landmaschinenfabrik Rudolph Sack, den Leipziger Hauptbahnhof und das Reichsbahn-Ausbesserungswerk Leipzig-Engelsdorf ausgeweitet. Darüber hinaus wurden 1937 unter Beteiligung des Orchesters die freizeitorientierten Leipziger Musiktage, organisiert von Nationalsozialistischer Kulturgemeinde und Kraft durch Freude, ins Leben gerufen.
Mit dem Antritt Reinhold Mertens als künstlerischem Leiter wurde das zwischenzeitliche Ende des Orchesters eingeleitet. Das vorerst letzte Konzert fand im März 1941 im Gewandhaus statt. Ab 1943 wurden besonders talentierte Musiker zum Linzer Reichs-Bruckner-Orchester in das Stift Sankt Florian abkommandiert. Während der Luftangriffe auf Leipzig wurden die Mehrzahl der Partituren und Instrumente des Sinfonieorchesters zerstört.

### Neuanfänge

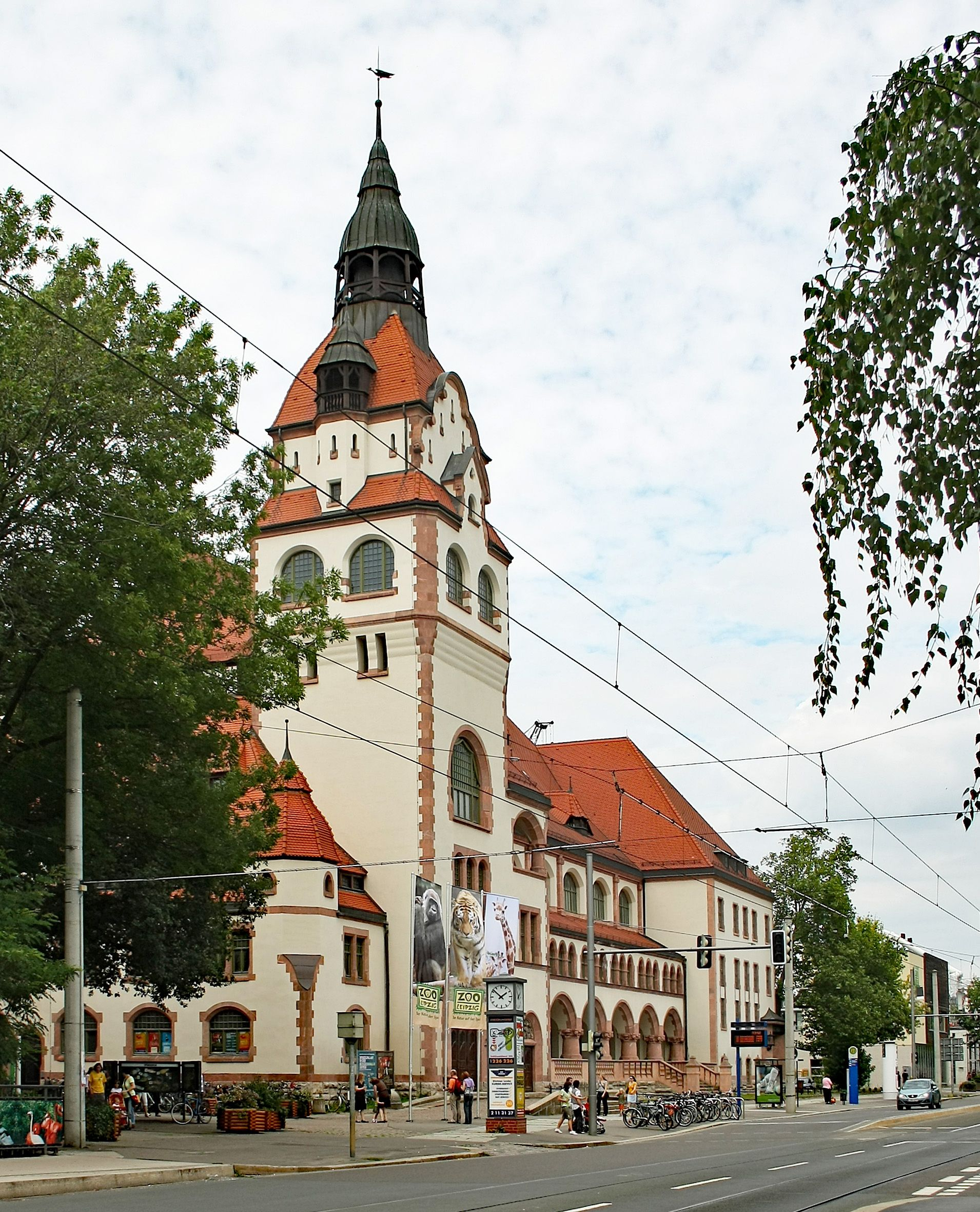
Kongreßhalle am Zoo

Lediglich zwölf ehemalige Mitglieder fanden sich 1945 künstlerisch unter Heinrich Schachtebeck, zugleich Rektor der Hochschule für Musik und Theater „Felix Mendelssohn Bartholdy“ Leipzig, und seinem 1. Kapellmeister Fritz Schröder zusammen. Das Sinfonieorchester erhielt seinen vorherigen Namen LSO und gab die ersten Aufführungen nach dem Zweiten Weltkrieg im Filmtheater Capitol in Leipzig. 1946 wurde der neu gegründete Mitteldeutsche Rundfunk (MDR) neuer Eigentümer des nunmehrigen Rundfunk-Sinfonieorchesters Leipzig (auch RSO Leipzig genannt).
Mit den organisatorischen Veränderungen erhielt Gerhart Wiesenhütter, der erst Chefdirigent der Dresdner Philharmonie war, von 1946 bis 1948 die Leitung. Im Jahr 1947 wurde der Sendesaal des Leipziger Funkhauses bezogen und die Kongreßhalle am Zoo konnte fortan als Veranstaltungsgebäude genutzt werden. Wiesenhütter war der wiedermalige Aufstieg des RSO zu einem erstklassigen Orchester zu verdanken. Trotz seiner musikalischen Erfolge wurde er nach Auseinandersetzungen mit der SED von der Leitungsposition verwiesen. Er war stets um die politische Unabhängigkeit des Orchesters bemüht, was dem Einheitsgedanken der Partei widersprach. Der Sender Leipzig intrigierte gegen ihn mit einem Brief, in dem sich Wiesenhütter vom DDR-System distanzierte. Er wurde aus der Partei ausgeschlossen, während er das West-Berliner RIAS-Sinfonie-Orchester dirigierte.

### DDR-Zeit
Im Jahr 1949 wurde der ehemalige Gewandhauskapellmeister Hermann Abendroth Chefdirigent. Er leitete gleichzeitig das Rundfunk-Sinfonieorchester Berlin und galt als Glücksgriff für die Musikstadt Leipzig. Anfangs wollte man ihn nicht einstellen, weil er zuvor NSDAP-Mitglied war und nicht beabsichtigte, in die SED einzutreten. Seine Erfahrung war jedoch unverzichtbar. Unter seiner Leitung gastierte das Orchester 1957 erstmals im Ausland, der damaligen Tschechoslowakei. Neben Osteuropa und der Sowjetunion wurden unter anderem Frankreich, Italien und Japan besucht. Bekannte Gastdirigenten, so Franz Konwitschny, Kurt Masur und Václav Neumann, kamen zum RSO.
Herbert Kegel wurde 1953 Chefdirigent. Sein Hauptaugenmerk lag auf der Interpretation zeitgenössischer Musik. Die Gemeinschaftskomposition Jüdische Chronik der Komponisten Dessau, Hartmann, Henze und Régeny fand als Doppel-Premiere am 14. Januar 1966 in Köln (Kölner Rundfunk-Sinfonie-Orchester unter Christoph von Dohnányi) und 15. Februar 1966 in Leipzig (Rundfunk-Sinfonieorchester Leipzig unter Herbert Kegel) statt. Die Aufführung war schon fünf Jahre früher geplant, wurde aber wegen der politischen Lage verschoben. Komponisten wie Edisson Denissow, Fritz Geißler, Kurt Schwaen und Paul Dessau wirkten bei Aufführungen ihrer Stücke mit. Insbesondere Friedrich Schenker prägte den Klang des Orchesters nachhaltig. Bedeutende Gastdirigenten waren Hans Werner Henze, Cristóbal Halffter und Witold Lutosławski. 1973 wirkte Boris Blacher bei seinem Ersten Klavierkonzert und 1977 Krzysztof Penderecki an der Aufführung seiner Ersten Sinfonie persönlich mit. Während Kegels Dienstjahren waren Gewandhausorchester und Rundfunk-Sinfonieorchester, die unterschiedliche Programmatiken hatten, auf mindestens gleicher qualitativer Ebene. Damit galt es neben dem Klangkörper des Gewandhauses, der Sächsischen Staatskapelle Dresden und dem Rundfunk-Sinfonieorchester Berlin als das führende Orchester der DDR. Der Klangkörper wurde u. a. mit dem Vaterländischen Verdienstorden in Gold (1974) und dem Kunstpreis der Stadt Leipzig (1984) ausgezeichnet. Die Musikzeitschrift Musik und Gesellschaft formulierte die Vorzüge der Leipziger Rundfunkaufnahmen mit „funkgerechter Aufnahmequalität“ und charakterisierte die Musiker des Orchesters als „eigenständige und unverwechselbare Musiziergemeinschaft“.

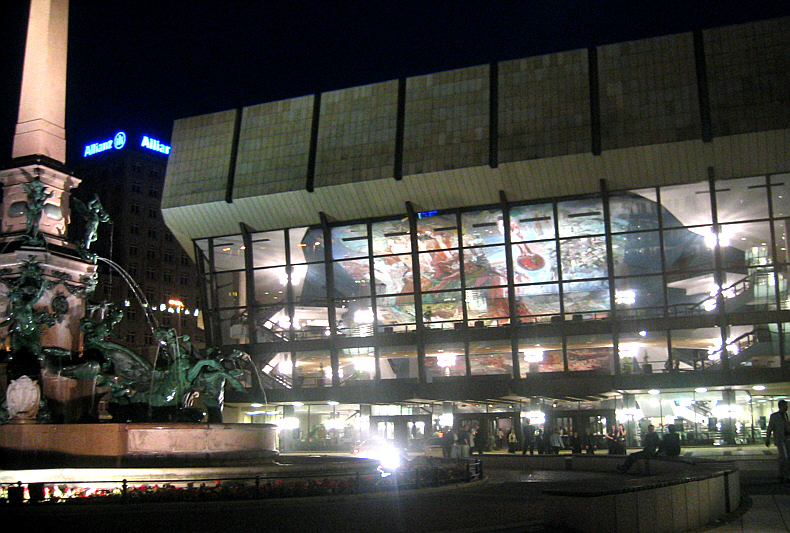
Gewandhaus zu Leipzig

Ab 1978 führte Wolf-Dieter Hauschild, der vorher stellvertretender Chefdirigent war, das Sinfonieorchester. Schon drei Jahre später gab das RSO Anrechtskonzerte im Neuen Gewandhaus. Nach einem Gastkonzert in Westdeutschland 1985 kehrte Hauschild nicht in die DDR zurück. Nach kurzzeitiger Vakanz der Stelle wurde Max Pommer 1987 Chefdirigent. Er setzte traditionelle Aufführungen unter dem Motto Mozartiana fort und förderte die aus acht Orchestermusikern bestehende Gruppe Neue Musik Hanns Eisler (gegründet durch Friedrich Schenker und Burkhard Glaetzner). Sie entwickelte sich bald zu einem der renommiertesten Kammermusikensembles Europas. Die künstlerische Abgrenzung vom Sozialistischen Realismus fiel nicht immer leicht, denn ihre Arbeit wurde von konservativen Kulturfunktionären als „spätbürgerlicher Staub“ beurteilt. Dennoch und insbesondere aufgrund ihres Engagements für die Avantgarde der DDR, waren die Musiker privilegiert und tourten im Ausland. Nach der Wende erhielten sie den renommierten Schneider-Schott-Musikpreis Mainz.

### Wiedervereinigung
Nach der Deutschen Wiedervereinigung fusionierte das RSO mit der Radio Philharmonie zum heutigen MDR-Sinfonieorchester. Mehrere Anrechtskonzerte in Berlin, Dresden und München wurden erworben. Im Jahr 1992 führte das RSO unter Daniel Nazareth die Europa-Kantate von Ennio Morricone in Deutschland erstmals auf. Er rief das Musikfestival MDR-Musiksommer ins Leben, welches zur festen Größe in Mitteldeutschland wurde. Unter anderem nahm 1995 die Solistin Anne-Sophie Mutter daran teil. Nazareth geriet aber zunehmend in die Kritik und so wurde behauptet, er könne die „Tradition handwerklich solider und inspirierter Zusammenarbeit“ zwischen Orchester und Dirigent nicht fortsetzen. Es wurde ihm weiterhin vorgeworfen, er hätte durch seine vernachlässigten CD-Aufnahmen das internationale Ansehen des Sinfonieorchesters nur ungenügend bedient.
Ab 1996 übernahmen die drei Dirigenten Marcello Viotti, Manfred Honeck und Fabio Luisi die Orchesterleitung, wobei Luisi der spätere alleinige Chefdirigent wurde. Dabei widmete sich Viotti vor allem dem klassischen italienischen und französischen Repertoire und Honeck dirigierte die deutschen Romantiker. Luisi verschrieb sich hingegen den modernen und zeitgenössischen Komponisten. Er brachte u. a. Wolfgang Rihms Penthesilea und Jean-Luc Darbellays Requiem zur Uraufführung. Bekannte Gastdirigenten wie Herbert Blomstedt, Günther Herbig, Marek Janowski und Heinz Rögner rundeten die Spielzeiten ab. 2001 wurde der MDR-Kubus des Dresdner Architekten Peter Kulka fertiggestellt, der dem Klangkörper als Probenraum dient. Zusammen mit dem MDR-Rundfunkchor gab das Orchester 2003 unter Howard Arman das offizielle Festkonzert bei den Feierlichkeiten zum 25-jährigen Amtsjubiläum von Papst Johannes Paul II. im Vatikan. Fabio Luisi beschrieb 2008 in seiner Autobiographie Erst der halbe Weg seine Dirigentenstation beim MDR Sinfonieorchester als die im Rückblick „reizvollste Aufgabe“. Besonders hob er die Willigkeit und Leistungsfähigkeit der Musiker sowie das vielseitig bearbeitbare Repertoire des Orchesters hervor.

### Gegenwart
Im Jahr 2007 wurde Jun Märkl Chefdirigent des Orchesters. Im Februar 2007 mahnte die Musikredakteurin Meret Forster in einem Interview die mangelnde programmatische Hinwendung des Klangkörpers zur Neuen Musik an. Unter Märkl gab das MDR-Sinfonieorchester 2008 das Gedenkkonzert zum Mauerfall vor Bundeskanzlerin Angela Merkel im Paul-Löbe-Haus in Berlin. Zwei Jahre später spielte es als erstes Orchester nach dem Wiederaufbau im Königsberger Dom. Es übernahmen Gastdirigenten wie Carl St. Clair und Michael Sanderling die Leitung des Klangkörpers. In der Reihe Eins der Saison 2010/11 deckten sie die musikalische Vielfalt von vier Kontinenten ab.

Internationales Mahler-Festival

Gemeinsam mit dem Gewandhausorchester, Concertgebouw-Orchester, London Symphony Orchestra, Mahler Chamber Orchestra, den New Yorker Philharmonikern, der Sächsischen Staatskapelle Dresden, dem Symphonieorchester des Bayerischen Rundfunks, Tonhalle-Orchester Zürich und den Wiener Philharmonikern war es orchestraler Partner anlässlich des 100. Todestages von Gustav Mahler beim Internationalen Mahler-Festival 2011 in Leipzig.
Derzeit beschäftigt das MDR-Sinfonieorchester 120 Musiker, die jährlich über 100 Konzerte im In- und Ausland geben. Seit 2004 ist das Sinfonieorchester Pate des Leipziger Universitätsorchester. Es unterstützt bei Instrumenten und Proben. Weiterhin ist es Partner des Forums Dirigieren des Deutschen Musikrates und des neu ins Leben gerufenen IMPULS-Festivals für Neue Musik in Sachsen-Anhalt. Das Orchester trägt das vom Deutschen Musikrat ausgezeichnete Projekt Schul-Musik-Netzwerk CLARA.
Nachfolger Märkls wurde ab der Saison 2012/13 der US-Amerikaner estnischer Herkunft Kristjan Järvi. In einer Pressekonferenz kündigte Järvi an, das Orchester modernisieren zu wollen und die Jugendarbeit zu fördern. Er gilt mit bisher 100 Auftragskompositionen als Verfechter einer gemäßigten, eher an Breitenwirkung orientierten Gegenwartsmusik.
Dieser Tendenz folgend, engagierte der Klangkörper erstmals einen Composer in Residence, den chinesischen Oscar-Preisträger Tan Dun, der bisher vor allem durch Filmmusik auffiel. In der Spielzeit 2013/14 folgte ihm zunächst Steve Reich und 2014/15 Arvo Pärt. Dobrinka Tabakova war 2017/18 Composer in Residence.
Im Jahr 2013 schrieben das Sinfonieorchester und MDR Figaro den Wagner-Kompositionswettbewerb WonneWagnisWiderstand aus; ausgezeichnet wurden Jinhyung Chung (1. Preis), Rafael Soto (2. Preis) und Manuel Durão (3. Preis).
Järvi beendete sein Engagement als Chefdirigent im Sommer 2018.
Im Herbst 2019 war das MDR-Sinfonieorchester zu einer zweiwöchigen Gastspielreise nach Japan eingeladen.
Mit Beginn der Spielzeit 2020/21 übernahm Dennis Russell Davies mit einem Vierjahresvertrag das Amt des Chefdirigenten beim MDR-Sinfonieorchester.

## Dirigenten

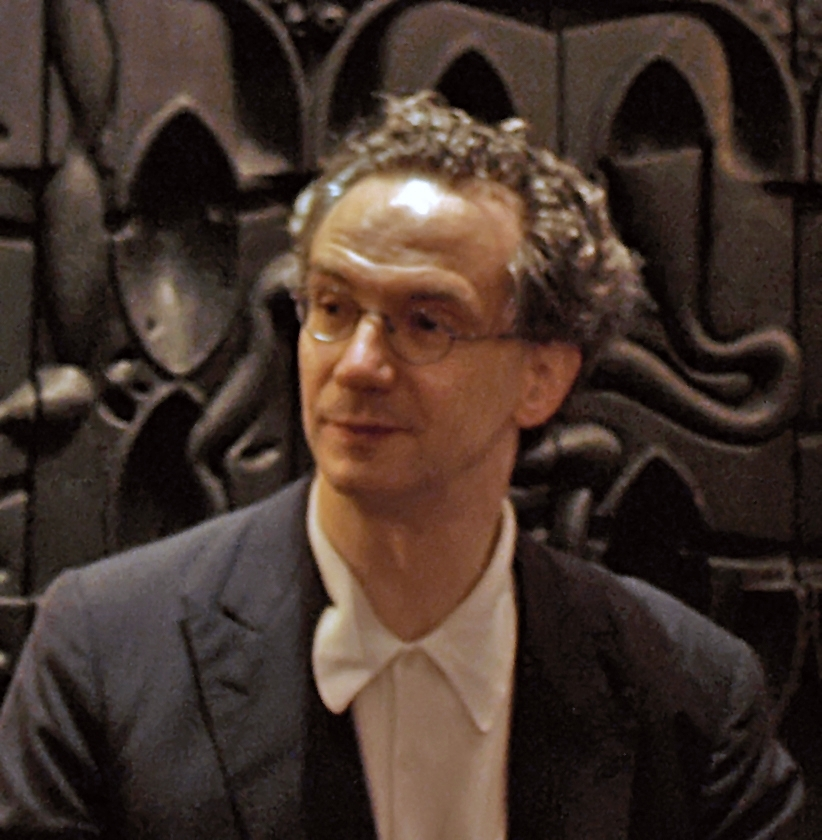
Fabio Luisi, Chefdirigent bis 2007

### Chefdirigenten
Folgende Dirigenten standen dem Orchester vor, darunter dessen späterer Ehrendirigent Herbert Kegel:
- Alfred Szendrei (1924–1932)
- Carl Schuricht (1931–1933)
- Hans Weisbach (1934–1939)
- Reinhold Merten (1939–1940)

1941 wurde der Sender Leipzig kriegsbedingt stillgelegt.
- Heinrich Schachtebeck (1945)
- Gerhart Wiesenhütter (1946–1948)
- Hermann Abendroth (1949–1956)
- Herbert Kegel (1960–1978)
- Wolf-Dieter Hauschild (1978–1985)
- Max Pommer (1987–1991)
- Daniel Nazareth (1992–1996)
- Marcello Viotti, Fabio Luisi und Manfred Honeck („Hauptdirigenten“, 1996–1999)
- Fabio Luisi (1999–2007)
- Jun Märkl (2007–2012)
- Kristjan Järvi (2012–2018)
- Dennis Russell Davies (seit 2020)

### Gastdirigenten
Renommierte Dirigenten standen immer wieder am Pult des Orchesters, in den letzten Jahren waren das u. a. Neeme Järvi, Dennis Russell Davies, Roger Norrington, Ádám Fischer, Krzysztof Urbański, Stefan Asbury, James Gaffigan, Markus Stenz, Alain Altinoglu, Roberto Abbado, Santtu-Matias Rouvali, Kazuki Yamada, Michail Jurowski, Jan Willem de Vriend, Ludovic Morlot, aber auch Dirigenten der jungen Generation wie Ariane Matiakh, Duncan Ward, Nicholas Carter und Klaus Mäkelä.

## MDR-Kammermusik-Ensembles
Der MDR führt Kammermusikensembles, deren Mitglieder aus den Reihen des Orchesters kommen:
- Döring-Bläserquintett (seit 1982)
- Ensemble Sortisatio (seit 1992)
- Kammersymphonie Leipzig (seit 2006)
- Leipziger AlpHornisten (seit 2009)
- Leipziger Hornquartett (seit 1951)
- Leipziger Schlagzeugensemble (seit 1983)
- Leipziger Blechbläsersolisten (seit 1992)
- MDR Bläserquintett (seit 1995)
- Quintessenz – Leipziger Querflötenensemble (seit 2006)

Ehemalige Ensembles sind:
- Pro Arte Antiqua Lipsiensis (1965–?)
- Gruppe Neue Musik Hanns Eisler (1970–1993)

## Freundeskreis
Die Freunde des MDR Sinfonieorchesters e. V. dienen der Pflege und Förderung des Orchesters. Der gemeinnützige Verein besucht Proben, führt Künstlergespräche, diskutiert mit Komponisten und bietet seinen Mitgliedern den vergünstigten Erwerb von CDs an. Vorstandsvorsitzender ist Thomas Wünsch. Zum beistehenden Kuratorium gehören bzw. gehörten unter anderem Rolf-Dieter Arens, Jean-Luc Darbellay, Burkhard Glaetzner, Ludwig Güttler, Hartmut Haenchen, Siegfried Matthus (†), Armin Mueller-Stahl, Günther Neubert (†), Peter Rösel, Hans-Joachim Rotzsch (†), Peter Ruzicka, Friedrich Schenker (†), Karl Ottomar Treibmann (†) und Udo Zimmermann (†).

## Uraufführungen (Auswahl)
Das Sinfonieorchester ist seit seiner Gründung eng der Neuen Musik verbunden. Es übernahm die Uraufführung zahlreicher Werke nationaler und internationaler Komponisten. In dieser Disziplin nimmt es gemeinsam mit der Deutschen Radio Philharmonie Saarbrücken Kaiserslautern und dem SWR Sinfonieorchester Baden-Baden und Freiburg den führenden Platz in Deutschland ein. Folgende Uraufführungen (Auswahl) wurden verzeichnet:

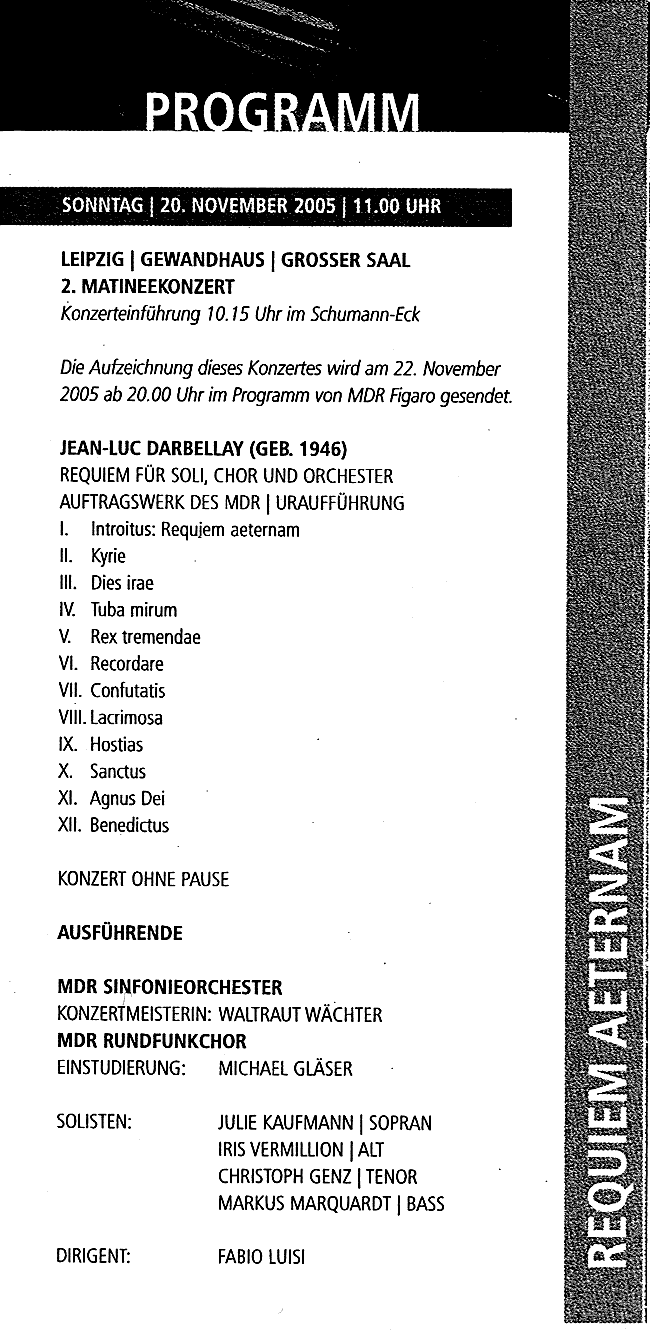
Besetzungszettel der Uraufführung Requiem (2005) von Jean-Luc Darbellay am Leipziger Gewandhaus

- Franz Schreker: „Vom ewigen Leben“ für Sopran und Orchester nach Gedichten von Walt Whitman (15. April 1929)
- Fritz Reuter: Konzert für Violoncello und Orchester (Mai 1929)[53]
- Fritz Reuter: „Huttens letzte Tage“ Kantate für Bariton-Solo und Orchester (Text: Conrad Ferdinand Meyer) (3. November 1930)[54]
- Kurt Weill: „Der Silbersee“ (Text: Georg Kaiser) (18. Februar 1933)
- Heinrich Zöllner: Vaterländische Volksouvertüre (29. Mai 1935)[55]
- Hermann Ambrosius: 8. Sinfonie (10. Mai 1937)[56]
- Theodor Blumer: Sinfonie (13. Mai 1937)[57]
- Karl Thieme: Festliche Musik (13. Mai 1937)[58]
- Edmund von Borck: Orphika für Orchester op. 21 (21. November 1948)
- Fritz Geißler: Kammersinfonie (18. Oktober 1955)
- Rudolf Wagner-Régeny: „Genesis“ für Altsolo, gemischten Chor und Orchester (27. November 1956)
- Kurt Schwaen: „Unser Reichtum – unser Leben“ Kantate (Text: Heinz Rusch) (4. Juni 1960)
- Alan Bush: Sinfonie Nr. 3 („Byron-Symphonie“) op. 53 mit Schlusssatz für Baritonsolo und Chor über die „Ode auf den Tod von Lord Byron“ von Dionysios Solomos (20. März 1962)
- Günter Kochan: Sinfonie für großes Orchester mit Chor nach Worten von Paul Wiens (13. November 1963)
- Max Butting: Sinfonie Nr. 10 Op. 108 (8. Oktober 1963)
- Paul Dessau: Requiem für Lumumba (Text: Karl Mickel) (27. Oktober 1964)
- Paul Dessau: Deutsches Miserere für vier Solostimmen, Chor, Kinderchor und Orchester (Text: Bertolt Brecht) (20. September 1966)
- Wilhelm Neef: Konzert für Klavier und Orchester (19. September 1971)
- Udo Zimmermann: „L’homme“ Mediationen für Orchester (10. Oktober 1972)
- Edison Denissow: Konzert für Violoncello und Orchester (25. September 1973)
- Gerhard Rosenfeld: Drei heitere Intermezzi (29. September 1974)
- Friedrich Schenker: Electrization für Jazzgruppe und großes Orchester (2. September 1975)
- Siegfried Thiele: Jeux pour harpe et orchestre (13. Oktober 1975)
- Reiner Bredemeyer: „anfangen – aufhören“ (14. Februar 1978)
- Edison Denissow: Konzert für Klavier und Orchester (5. September 1978)
- Georg Katzer: Konzert für Klavier und Orchester (2. September 1980)
- Friedrich Schenker: „Fanal Spanien 1936“ Ballade für großes Orchester (15. Dezember 1981)
- Luca Lombardi: Zweite Sinfonie (1. März 1983)
- Wilfried Krätzschmar: „Heine-Szenen“ für Bariton, gemischten Chor und Chorgruppen, Streichquartett und Harfe, Klavier und Schlagzeug, Orgel und großes Orchester (Text: Heinrich Heine) (31. Mai 1983)
- Thomas Heyn: „Anstoß“ Szene für großes Orchester (19. September 1983)
- Friedrich Goldmann: Sinfonie Nr. 3 (17. Februar 1987)
- Karl Ottomar Treibmann: Sinfonie Nr. 4 (20. Juni 1989)
- Günter Neubert: Metamorphosen über den Choral „Sonne der Gerechtigkeit“ (6. Mai 1990)
- Theo Brandmüller: Konzert für Orgel und Orchester (30. April 1991)
- Paul-Heinz Dittrich/Sofia Gubaidulina/Marek Kopelent: Laudatio Pacis (3. September 1993)
- Krzysztof Penderecki: Concerto per violino ed orchestra No. 2 (24. Juni 1995)
- Karlheinz Stockhausen: „Freitag“ aus Opern-Zyklus „Licht“ (12. September 1996)
- Carlos Veerhoff: Desiderta op. 70 für Orchester, Chor, drei Solisten und einen Sprecher (30. April 1997)
- Milko Kelemen: Salut au monde für vier Solisten, Sprecher, zwei Chöre und großes Orchester (Text: Walt Whitman) (19. April 1999)
- Friedrich Schenker: Goldberg-Passion für Soli, Chor und Orchester (Text: Karl Mickel) (9. November 1999)
- Christfried Schmidt: „Memento“ für Orchester (27. Oktober 2002)
- Bernd Franke: „Open doors“ für Bandoneon und Orchester (21. Januar 2003)[59]
- Wolfgang Rihm: Penthesilea Monolog für dramatischen Sopran und Orchester (20. August 2005)
- Jean-Luc Darbellay: Requiem für Soli, Chor und Orchester (20. November 2005)
- Michael Obst: „espaces sonores“ für Bläserquintett und Orchester (17. Januar 2006)
- Fabrice Bollon: „Viderunt omnes“ für DJ und Orchester (3. November 2009)[60]
- Thomas Buchholz: „Young Person’s Guide to New Music“ (29. Oktober 2010)
- Alfons Karl Zwicker: „Der Tod und das Mädchen“ Oper in sieben Bildern (4. Dezember 2010)[61]
- Peter Ruzicka: „Über Unstern“ für Orchester (5. November 2011)[62]
- Pyarelal Ramprasad Sharma: „Om Shivam“ Sinfonie Nr. 1 (17. November 2012)
- Tan Dun: Vierter Teil „We are resurrected“ der „Martial Arts Trilogy“ (4. Mai 2013)
- Peter Ruzicka: „Spiral“ für Hornquartett und Orchester (15. August 2014)
- Gabriela Montero: „Latin Concerto“ für Klavier und Orchester (20. März 2016)
- Sven Helbig: Musik zum Stummfilm Luther – Ein Film der deutschen Reformation in einer neuen Schnittfassung für Chor, Orchester und Elektronik (3. Juni 2017)
- Bernhard Lang: Monadologie XXXIV … „loops for Ludvik“ für Klavier und Orchester (6. September 2018)
- Wilhelm Petersen: Violinkonzert d- moll op. posth. 4 von 1943–45 (23. März 2025)[63][64]

## Auszeichnungen

### Schallplattenpreise
Grand Prix du Disque (Akademie Charles Cros)
- 1968 für Weill: Die sieben Todsünden der Kleinbürger unter Herbert Kegel/Heinz Rögner und den Gesangssolisten Gisela May, Peter Schreier (Tenor), Hans-Joachim Rotzsch (Tenor), Günther Leib (Bariton) und Hermann Christian Polster (Bass); erschienen bei Eterna/Berlin Classics.
- 19?? für Orff: Trionfi mit dem Rundfunkchor Leipzig unter Herbert Kegel[65]

Premio della Critica Discografica Italiana
- 1969 für Weill: Die sieben Todsünden der Kleinbürger unter Herbert Kegel/Heinz Rögner und den Gesangssolisten Gisela May, Peter Schreier (Tenor), Hans-Joachim Rotzsch (Tenor), Günther Leib (Bariton) und Hermann Christian Polster (Bass); erschienen bei Eterna/Berlin Classics.

Schallplattenpreis (Musik und Gesellschaft):
- 1969 für Britten: War Requiem op. 66 mit dem Rundfunkchor Leipzig unter Herbert Kegel und den Gesangssolisten Hanne-Lore Kuhse (Sopran), Peter Schreier (Tenor) und Günther Leib (Bariton); erschienen bei Eterna/Berlin Classics.
- 1969 für Meyer: Toccata Appassionata unter Herbert Kegel und dem Pianisten Dieter Zechlin; erschienen bei Nova.

ECHO Klassik:
- 2005 Chorwerk-Einspielungen 17./18. Jh. für Graun: Der Tod Jesu mit dem MDR-Rundfunkchor unter Howard Arman und den Gesangssolisten Soile Isokoski (Sopran), Lívia Ághova (Sopran), Christoph Genz (Tenor) und Klaus Häger (Bariton); erschienen bei querstand.[66]
- 2006 Instrumentalistin des Jahres für Mendelssohn Bartholdy/Spohr/Rossini/Weber: Werke für Klarinette und Orchester unter Gregor Bühl und der Klarinettistin Sharon Kam; erschienen bei Berlin Classics.

Supersonic Award (Pizzicato):
- 2006 Platte des Monats Januar für Beethoven: Messe in C-Dur mit dem MDR-Rundfunkchor unter Fabio Luisi und den Gesangssolisten Christiane Oelze (Sopran), Claudia Mahnke (Mezzosopran), Christian Elsner (Tenor) und Franz-Josef Selig (Bass); erschienen bei querstand.

Bestenliste der Schallplattenkritik:
- 2010 Historische Aufnahmen Klassik für „Gott, welch Dunkel hier ...“ mit der Staatskapelle Dresden, dem Rundfunk-Sinfonieorchester Leipzig und Großen Rundfunkorchester Dresden u. a.; erschienen bei Naxos.[67]

### Weitere Ehrungen
- Vaterländischer Verdienstorden in Gold (1974)
- Kunstpreis der Stadt Leipzig (1984)
- Interpretenpreis der Musik-Biennale Berlin (1989)[68]
- Europäischer Kulturpreis (2013)

## Diskografie
Beim Label querstand wurde die 19-teilige MDR Edition mit Werken von Howard Arman, Johann Sebastian Bach, Ludwig van Beethoven, Hector Berlioz, Johannes Brahms, Carl Heinrich Graun, Gustav Mahler, Franz Schmidt, Arnold Schönberg, Robert Schumann, Laurence Traiger, Wilhelm Weismann, Ralph Vaughan Williams veröffentlicht. Das Orchester leistete seinen Beitrag zur Mendelssohn-Anthologie des gleichen Labels. Es liegt ein Mitschnitt der Dresden Soul Symphony auf CD und DVD vor. Der MDR-Musiksommer wurde 2006 und 2007 mit je einer CD-Edition begleitet.
Bei WERGO sind folgende Tonträger erschienen:
- Siegfried Thiele: Übungen im Verwandeln / Jeux
- Christfried Schmidt: Munch-Musik / Orchestermusik I
- Wilfried Krätzschmar: 2. Sinfonie „Explosionen und Cantus“

Für die CD-Dokumentation Musik in Deutschland 1950–2000 (Red Seal) des Deutschen Musikrates spielte das Rundfunk-Sinfonieorchester Leipzig Werke zeitgenössischer Komponisten ein. Darunter waren M. Schuberts Tanzstudien, Meyers Symphonie für Streicher, Eislers Deutsche Sinfonie und Der Rat der Götter, Dessaus Deutsches Miserere, Die Verurteilung des Lukullus und Requiem für Lumumba, Goldmanns Sinfonie 3, Schenkers Landschaften und Fanal Spanien 1936, Fortners An die Nachgeborenen ein, Wagner-Régenys Genesis, U. Zimmermanns Pax Questuosa, Cilenšeks Konzert für Klavier und Orchester, B. A. Zimmermanns Nobody knows de trouble I see und Medeks Die Betrunkene Sonne.
Mit Claves Records entstand A Portrait von Jean-Luc Darbellay. Die Zusammenarbeit mit Jun Märkl ist auf CDs beim Label Altus (Brahms, Ungarische Tänze/4. Sinfonie) und Naxos (Mendelssohn-Bartholdy, Elias und Lobgesang) dokumentiert.
Im September 2012 erschien bei Sony Classical Carl Orffs Carmina Burana unter Leitung von Kristjan Järvi. 2014 folgte unter Järvis Leitung bei Naive das Album Balkan Fever mit den Solisten Miroslav Tadić, Vlatko Stefanovski und Theodosii Spassov.
Anlässlich des 200. Geburtstages von Richard Wagner veröffentlichte das MDR-Sinfonieorchester mit der finnischen Cello-Rock-Musikgruppe Apocalyptica beim Label BMG das in der Arena Leipzig aufgenommene Livealbum Gregor Seyffert’s Wagner Reloaded. Der Apocalyptica-Songwriter Eicca Toppinen schrieb die Stücke und Sven Helbig wurde für die Orchestrierung verpflichtet.

## Filmmusik
Das Orchester spielte verschiedene Soundtracks ein. Es wirkte an folgenden Spiel- und Musikfilmen sowie Serien mit:
- Gala unter den Linden – Deutsche Staatsoper Berlin. Musikfilm, DDR 1976. Regie: Georg F. Mielke[71]
- Henry Purcell: Stein. Spielfilm, BRD 1991. Regie: Egon Günther[72]
- Tom Tykwer, Johnny Klimek, Reinhold Heil: Cloud Atlas. Spielfilm, Deutschland/USA/Hongkong/Singapur 2011/12. Regie: Tom Tykwer, Andy Wachowski, Lana Wachowski[73]
- Tobias Kuhn, Markus Perner: Nussknacker und Mausekönig. Märchenfilm, Deutschland 2015. Regie: Frank Stoye[74]
- Hauschka: The Boy. Spielfilm, USA 2015. Regie: Craig McNeill
- Daniel Faust, Ulf Leo Sommer, Peter Plate, Bowen Liu: Bibi & Tina: Mädchen gegen Jungs. Jugendfilm, Deutschland 2015/16. Regie: Detlev Buck[74]
- Johnny Klimek, Tom Tykwer: Sense8. Netflix-Serie, USA 2015–2018. Regie: Wachowskis
- Johnny Klimek, Tom Tykwer: Ein Hologramm für den König. Spielfilm, Großbritannien/Frankreich/Deutschland/Mexiko/USA 2016. Regie: Tom Tykwer[74]
- Johnny Klimek, Tom Tykwer: Babylon Berlin. TV-Serie, Deutschland 2016/17. Regie: Tom Tykwer, Hendrik Handloegten, Achim von Borries[75]
- Felix Raffel: Beutolomäus und der wahre Weihnachtsmann. KiKA-Serie mit 24 Folgen, Deutschland 2017. Regie: Alex Schmidt[74]